# Parthenonas
Parthenonas (griechisch Παρθενώνας (m. sg.)) ist ein Bergdorf auf der griechischen Halbinsel Sithonia in der gleichnamigen Gemeinde der Präfektur Chalkidiki. Es liegt auf 350 m Höhe über dem Meer rund fünf Straßenkilometer vom Hafenort Neos Marmaras entfernt. Vom Dorf bietet sich ein weiter Blick über den Toronäischen Golf mit der kleinen Insel Kelyfos bis zu der Halbinsel Kassandra.
Bereits in der archaischen Periode der griechischen Geschichte befand sich in der Nähe des heutigen Dorfs ein Heiligtum, das heute von manchen Forschern mit dem von Stephanos von Byzanz benannten Parthenopolis identifiziert wird.
In der Moderne verlor der einst große Ort ab 1922 zunehmend Einwohner an das neugegründete Neos Marmaras, bis schließlich 1970 der letzte Einwohner Parthenonas verließ. Nach einigen Jahren ohne Bewohner ließen sich wieder einige wohlhabende Griechen im Ort nieder und restaurierten eine Reihe von Gebäuden im traditionellen nordgriechischen Baustil. 2001 lebten wieder sieben Einwohner das ganze Jahr fest im Dorf, zahlreiche weitere sind nur im Sommer anwesend.

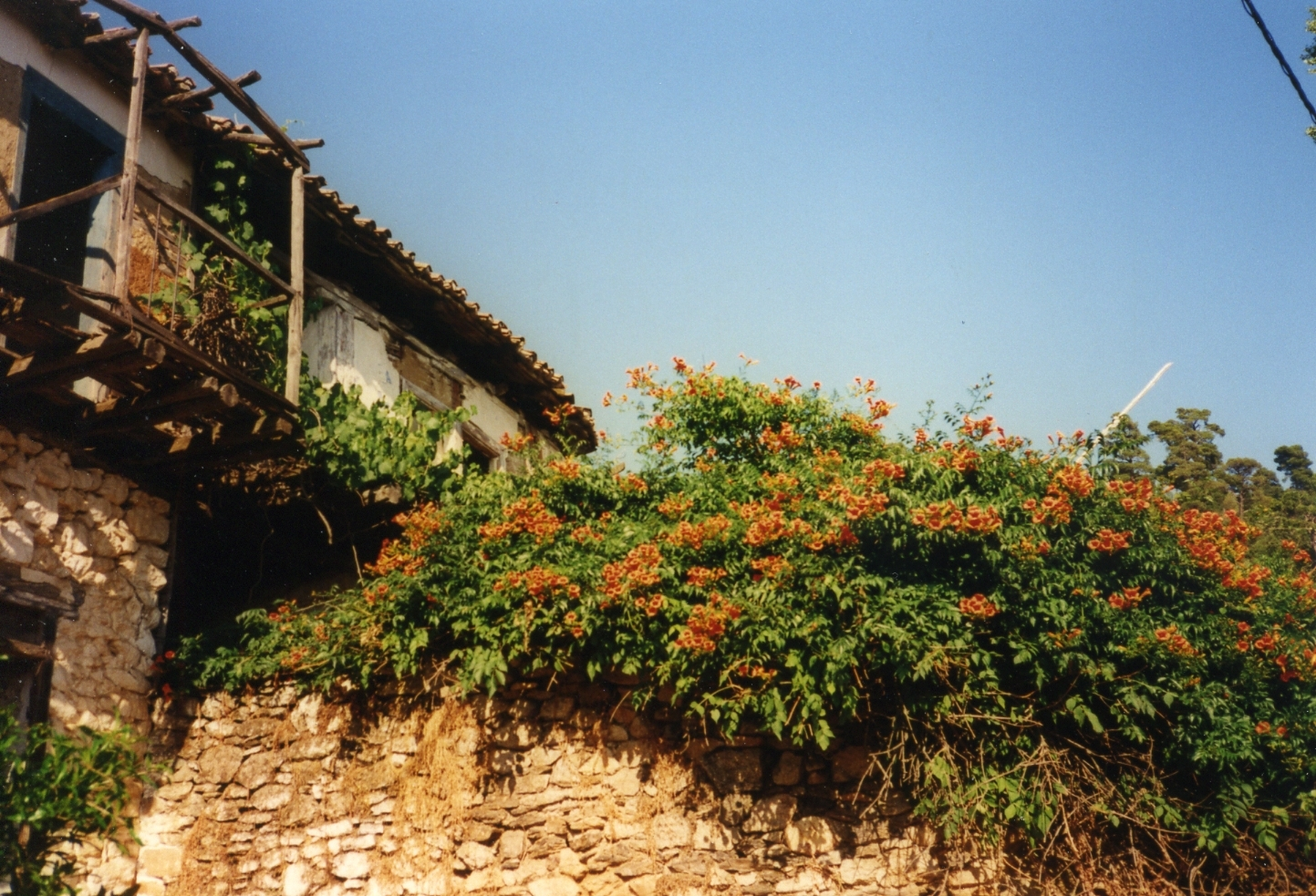
Verlassenes traditionelles griechisches Haus

Heute ist Parthenonas mit seinen restaurierten Häusern und Straßen ein beliebtes und zahlreich besuchtes Touristenziel. Zur Bewirtung der Gäste haben sich zwei Tavernen, ein Café und eine Herberge angesiedelt. In der ehemaligen im Dorfzentrum befindlichen Schule wurde ein Museum für Volkskunde eingerichtet. Zum jährlichen Dorffest (πανηγύρι) zu Ehren des Schutzheiligen des Heiligen Panteleimon (Αγίου Παντελεήμονος) am 27. Juli kommen viele ehemaligen Bewohner und deren Nachfahren zurück in den Ort.